# Kamagethanahalli, Jagalur
Kamagethanahalli là một làng thuộc tehsil Jagalur, huyện Davanagere, bang Karnataka, Ấn Độ.